# Theo Wong
Theo Edward Wong (Paramaribo, 6 april 1946 – 10 september 2024) was een Surinaams geoloog en hoogleraar.

## Biografie
Na behalen van het AMS-B-diploma in Paramaribo volgde hij een studie geologie aan de Universiteit Utrecht. Hij promoveerde daar in 1976 op foraminiferen en de stratigrafie van het Guiana Bekken. Hierna heeft hij als geoloog gewerkt bij GMD, Suralco en Gulf Oil in Suriname. Vanaf 1986 tot 2007 werkte Wong bij de Rijks Geologische Dienst en later TNO in diverse vakinhoudelijke en leidinggevende functies.
Van 1996 tot 2008 was Wong bijzonder hoogleraar in Sedimentaire geologie van de ondergrond van Nederland aan de Universiteit Utrecht. Vanaf 2002 was hij ook deeltijds hoogleraar in de geologie aan de Anton de Kom Universiteit van Suriname en tot december 2020 hoofd van de Richting Geowetenschappen en coördinator van de MSc Petroleum Geologie en de MSc Mineral Geosciences. Verder was hij actief als een onafhankelijke consultant in de petroleum- en mijnbouwindustrie in Suriname.
In 2017 was hij medeauteur van het boek Geologie en landschap van Suriname.
In juli 2018 ontving hij van de Minister van Hulpbronnen van Suriname de Opbouwdiamant wegens zijn buitengewone verdiensten voor de ontwikkeling van geologie en mijnbouw in Suriname.
- CiNii: DA12634200
- Gemeinsame Normdatei: 1056726253
- International Standard Name Identifier: 0000 0000 8366 9746
- Library of Congress Control Number: n88630619
- Nederlandse Thesaurus van Auteursnamen: 082527075
- Système universitaire de documentation: 118801910
- Virtual International Authority File: 27386803